# John Noble Barlow

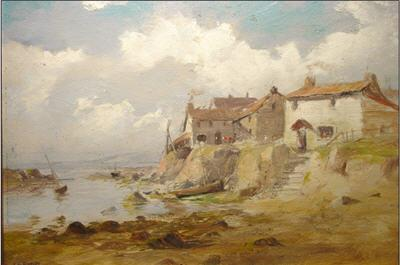
Fishing Cottages, Lamorna Valley

John Noble Barlow (ur. 1861 w Manchesterze, zm. 24 marca 1917 w Penzance) – brytyjski malarz pejzażysta.

## Życiorys
Studiował w Académie Julian w Paryżu u Jules'a Josepha Lefebvre'a. Naukę kontynuował w Belgii, Holandii i Nowym Jorku. Wyemigrował do Ameryki i w 1887 został obywatelem Stanów Zjednoczonych. Mieszkał i pracował w Providence, był członkiem Providence Art Club, wystawiał w National Academy of Design i Art Institute of Chicago. W 1892 powrócił do Europy i osiadł w St. Ives w Kornwalii. W 1896 został członkiem Royal Society of British Artists, wystawiał z powodzeniem m.in. w paryskim Salonie i na Paris Exposition.
Malował głównie duże pejzaże o tematyce morskiej, miał licznych uczniów z których wielu odniosło sukces artystyczny m.in. Garstin Cox, William Cox, Herbert George, Anna A. Hills i Edgar Nye.